# روبرتو دوناتي
روبرتو دوناتي (بالإيطالية: Roberto Donati)‏ هو عداء سريع إيطالي، ولد في 15 مارس 1983 في رييتي في إيطاليا.

## وصلات خارجية
- روبرتو دوناتي على موقع الاتحاد الدولي لألعاب القوى (الإنجليزية)
- روبرتو دوناتي على موقع الاتحاد الإيطالي لألعاب القوى (الإيطالية)
- روبرتو دوناتي على موقع الدوري الماسي (الإنجليزية)